# Maire du palais
Pour les articles homonymes, voir Maire (homonymie).
Pendant la période mérovingienne, les maires du palais, parfois préfets du palais, étaient les plus hauts dignitaires des royaumes francs, après les rois. À l'origine simples intendants du roi dans son palais, ils vont progressivement étendre leur pouvoir et leurs fonctions, à partir du VIIe siècle, jusqu'à se trouver en mesure de déposer les rois.
En 751, Pépin le Bref dépose le dernier roi mérovingien, Childéric III, se fait reconnaître comme souverain du royaume franc par le pape Zacharie et fonde ainsi la dynastie carolingienne. Pour se maintenir au pouvoir, la fonction de maire du palais a été supprimée ; le roi choisissant désormais  comme principal conseiller le comte du palais dont l'autorité se limite principalement à un comté et non au Royaume tout entier.

## Histoire

### Origines et fonctions
Les sources ne signalent pas cette fonction avant Clovis Ier (mort en 511), mais Grégoire de Tours (538-594) et la Chronique de Frédégaire (VIIe siècle) en parlent comme d’une dignité déjà établie.
À l'origine, le maire du palais était l'intendant du roi ; c'est un serviteur chargé des affaires domestiques du palais. Représentant des puissantes aristocraties régionales, il commande les intendants chargés de l'exploitation du domaine royal, gère la fortune du souverain et dirige le gouvernement intérieur du palais.
Les maires du palais portaient aussi le titre de princes ou ducs du palais, et de ducs de Neustrie, d'Austrasie ou de Bourgogne.

### Prise de pouvoir
Ils n’étaient d’abord établis que pour une période définie, puis à vie, et la fonction devint finalement héréditaire.
Leur institution n’était que pour commander dans le palais, mais leur puissance s’accrut, ils devinrent bientôt ministres, et l’on vit ces ministres, sous le règne de Clotaire II, à la tête des armées. Le maire était tout à la fois le ministre et le général né de l’État ; ils étaient tuteurs des rois en bas âge ; on vit un maire exercer cet office : Théodebald, encore enfant, exerça la fonction sous la tutelle de sa grand-mère sous Dagobert III, en 714.
L’usurpation du pouvoir ne devint sensible qu’en 660, par la tyrannie du maire Ébroïn, ils déposaient souvent les rois, et en mettaient d’autres à leur place.
Tout au long de cette période, on vit l'avènement de la famille des Pépinides (descendants de Pépin de Landen ou Pépin l'Ancien), qui donna naissance à la dynastie carolingienne.
Le pouvoir des maires du palais alla en s'accroissant. Petit à petit, les chefs des serviteurs du palais vont intervenir dans les affaires de l'État : ils acquièrent des pouvoirs politiques, s'attribuent le pouvoir judiciaire et la direction des fonctionnaires. Devenus les plus proches collaborateurs du souverain, ils ne tardent pas à entrer en concurrence avec leur maître, et à partir du VIIe siècle, ils dirigèrent progressivement le royaume des Francs à la place du souverain. L'office devint un enjeu entre les aristocrates et se transmit bientôt de père en fils.
Dagobert Ier, conscient de la menace qu'ils représentaient, se sépara du maire Pépin de Landen afin de reprendre personnellement le pouvoir. Mais à sa mort, le royaume retomba définitivement aux mains des maires pépinides. En fait, l'ascension des Pépinides ne se fit pas sans heurts et pendant près de 20 ans de 662 à 680, ils furent écartés du pouvoir par la famille de Wulfoald ; de plus, Ansegisel, père de Pépin de Herstal fut assassiné durant cette même période. Les souverains descendants de Dagobert Ier, souvent très jeunes et d'une espérance de vie très courte, ne pouvaient régner sans l'aide des maires du palais. Ceux-ci profitèrent de la situation pour accroître encore leur puissance et diriger le pays à la place des souverains : ils nommaient les évêques, les comtes et les ducs, signaient les accords avec les pays voisins, décidaient et menaient les campagnes militaires... Les maires du palais ont également tissé à leur profit un réseau de fidélités, par des dons et des alliances matrimoniales.

### Changement de dynastie
Pépin, fils de Charles Martel, lequel fut après son père maire du palais, étant parvenu à la couronne en 751, mit fin à leur fonction. Cependant, différentes dynasties de maires du palais subsistèrent mais avec moins de pouvoir. Ceux qui les ont remplacés ont été appelés grands-sénéchaux, et ensuite grands-maîtres de France ou grands-maîtres de la maison du roi et ensuite chanceliers de France.
Le dernier roi mérovingien, Childéric III, est enfermé dans un monastère par Pépin le Bref, en 751. Pépin demande alors au pape Zacharie de le reconnaître comme souverain du royaume franc. Il ne s'agit pas d'un coup d'État à proprement parler puisque Pépin obtient du pape le sacre royal et fonde la dynastie carolingienne. Le pape Zacharie avait tout intérêt à se ranger du côté des Francs qui peuvent le défendre contre les Lombards qui menaçaient l'Italie.

### Les rois fainéants
Pour légitimer leur prise du pouvoir et la rupture avec la monarchie héréditaire de Clovis, les Pépinides forgèrent le mythe des « rois fainéants » (fait néant), qui apparaît pour la première fois dans la Vita Karoli Magni, une biographie de Charlemagne.

## Principaux maires du palais

### Austrasie
La charge de maire du palais d'Austrasie fut surtout occupée par les Pépinides.
- Gogon[1],[2]
- 581-? : Wandelin[2]
- 596-600 : Gundulf († 607), évêque de Tongres[3]
- 613-616 : Radon
- 616-618 : Hugues ancêtre probable des Hugobertides[4]
- av. 624-632 : Pépin l'Ancien[5]
- 632-639 : Adalgisel[6]
- 639-640 : Pépin l'Ancien († 640)
- 640-643 : Otton († 643)[7]
- 643-657 : Grimoald Ier († 657), fils de Pépin l'Ancien[8]
- 662-676 : Wulfoald († 680)[9],[10]
- 676-714 : Pépin le Jeune († 714), petit-fils de Pépin l'Ancien[11]
- 714-717 : Théodebald († 741), fils de Grimoald II[12]
- 717-741 : Charles Martel († 741), fils de Pépin le Jeune[13]
- 741-747 : Carloman († 754), fils de Charles Martel[14]
- 747-753 : Drogon, fils de Carloman[15]

### Neustrie
- Mummolin
- 604-613 : Landéric († 613)[16]
- 613-ap. 630 : Gundoland († ap.630)[16]
- av. 635-642 : Aega († 642)[17],[18],
- 642-658 : Erchinoald († 658), cousin de Dagobert Ier[19]
- 658-675 : Ébroïn († 681)[20]
- 675-676 : Leudesius († 676), fils d'Erchinoald[19]
- 676-681 : Ébroïn († 681), de nouveau
- 681-684 : Waratto († 686)[20]
- 684-685 : Ghislemar († 685), fils de Warrato[20]
- 685-686 : Waratto († 686), de nouveau[20]
- 686-687 : Berchaire († 688), gendre de Warrato[21]
- 687-695 : Nordebert († 695), nommé par Pépin le Jeune, maire du palais d'Austrasie[22]
- 695-714 : Grimoald II († 714), fils de Pépin le Jeune[23]
- 714-715 : Théodebald († 741), fils de Grimoald II[12]
- 715-717 : Ragenfred[24]
- 717-741 : Charles Martel († 741), fils de Pépin le Jeune[13]
- 741-751 : Pépin le Bref († 768), fils de Charles Martel[25]

### Bourgogne
| Nom                 | En fonction | Famille             | Remarques                                                |
| ------------------- | ----------- | ------------------- | -------------------------------------------------------- |
| Warnachaire Ier     | um 596–600  | Garnier             |                                                          |
| Bertoald            | 600–604     |                     |                                                          |
| Protadius           | 605         |                     |                                                          |
| Claudius            | 606         |                     |                                                          |
| Warnachaire II      | 613–626/27  | Garnier             |                                                          |
| Godinus             | 626–627     | Garnier             |                                                          |
| 'direct par le roi' | 627–639     |                     | 627–629 Clotaire II, 629–639 Dagobert Ier                |
| Aega                | 639–641     |                     | avant déjà en Neustrie                                   |
| Flaochad            | 642–643     |                     |                                                          |
| Robert              | 643–662     | Robertien           |                                                          |
| Ébroïn              | 662–673     |                     |                                                          |
| Wulfoald            | 673–675     | Etichon (pas cert.) |                                                          |
| Leudesis            | 675–676     |                     | fils d'Erchinoald                                        |
| Ébroïn              | 676–680     |                     | deuxieme fois                                            |
| Berchaire           | 680–687     |                     | gendre de Warraton                                       |
| Pépin d'Heristal    | 688–697     | Pippinides          |                                                          |
| Drogon de Champagne | 697–708     | Pippinides          | avec le titre de "dux"                                   |
| Grimoald II         | 708–714     | Pippinides          | avant déjà en Neustrie                                   |
| Théodebald          | 714–715     | Pippinides          | de jure                                                  |
| Ragenfred           | 715–718     |                     | dernier maire du palais non issu des Pippinides          |
| Charles Martel      | 718–741     | Pippinides          | avant déjà en Austrasie                                  |
| Pépin III.          | 741–751     | Pippinides          | de 747 après la mort de son frere pour le royaume entier |

### Aquitaine
| Nom     | En fonction | Famille | Remarques |
| ------- | ----------- | ------- | --------- |
| Brodulf | 627–628     |         |           |